# Interacció de Fermi
En física de partícules, la interacció de Fermi o teoria de Fermi fou la primera teoria matemàtica proposada per a descriure la interacció feble.

Desintegració beta- d'un nucli atòmic (l'antineutrí acompanyant omes). El requadre mostra el decaïment beta d'un neutró lliure. En ambdós processos, no es mostra l'emissió intermèdia d'un bosó W virtual (que decau en l'electró i antineutrí).

La teoria de Fermi fou el primer intent teòric per descriure les reaccions nuclears per desintegració beta. Aquesta interacció efectiva descriu la desintegració β d'un neutró (format per dos quarks down i un quark up) en un electró, un antineutrí i un protó (format per dos quarks up i un quark down). El físic Enrico Fermi va proposar aquesta teoria en la qual els quatre fermions implicats interactuen directament entre si (d'on prové el nom d'interacció de quatre fermions).
La interacció de Fermi sorgeix com una teoria efectiva (és a dir, una aproximació a baixa energia) de la interacció electrofeble, quan totes les energies dels processos implicats poden ser considerades petites en comparació amb la massa del bosó W. L'ordre més baix de la teoria descriu també molt bé la desintegració del muó. Les correccions d'ordre superior de la teoria, és a dir, degudes a diagrames virtuals de bucle, no es poden calcular de manera fiable perquè la interacció de Fermi no es pot renormalitzar matemàticament. Com a solució, es substitueix per una teoria més completa: l'intercanvi d'un bosó W i Z descrita per la interacció electrofeble renormalitzable.
Abans d'establir la teoria electrofeble i el model estàndard, George Sudarshan i Robert Marshak, i de manera independent Richard Feynman i Murray Gell-Mann, van poder determinar l'estructura tensorial correcta de la interacció de quatre fermions: vector menys pseudovector, V−A (teoria VA).

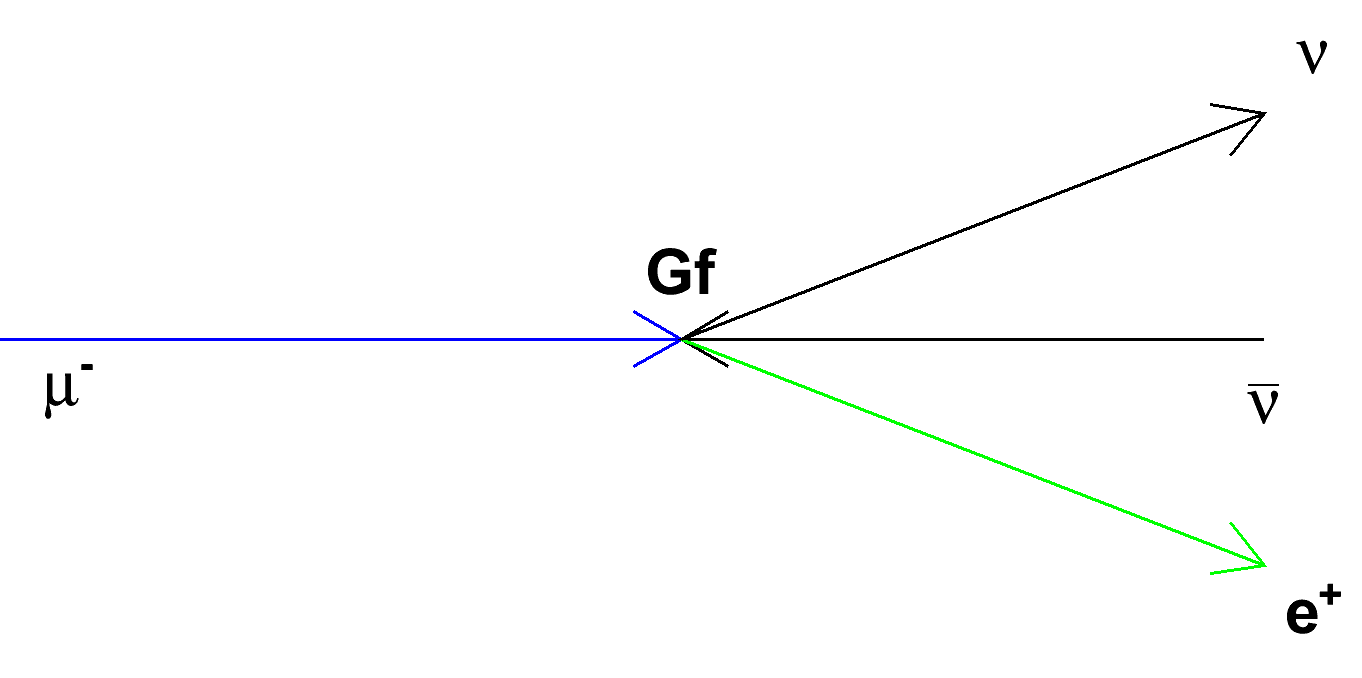
Descripció de Fermi de la interacció de contacte de 4 fermions, determinada per la constant d'acoblament de Fermi.

## Constant de Fermi
La força de la interacció de Fermi ve determinada per la constant d'acoblament de Fermi {\displaystyle G_{\mathrm {F} }}. En notació moderna amb unitats naturals ({\displaystyle c=\hbar =1}) el seu valor és
{\displaystyle G_{\mathrm {F} }={\frac {\sqrt {2}}{8}}{\frac {g^{2}}{m_{\mathrm {W} }^{2}}}=1{,}1663787(6)\times 10^{-5}\,\mathrm {GeV} ^{-2}\,.}
on
- {\displaystyle g} és la constant d'acoblament de la interacció feble,
- {\displaystyle m_{\mathrm {W} }} la massa del bosó W.

En el model estàndard de física de partícules, la constant de Fermi es pot determinar a partir del valor de l'expectació al buit del camp de Higgs {\displaystyle v} per mitjà de la relació {\textstyle m_{\mathrm {W} }={\frac {1}{2}}g\,v} :
{\displaystyle G_{\mathrm {F} }={\frac {1}{{\sqrt {2}}\,v^{2}}}} .